# Toa
A Toa a Bionicle univerzum legismertebb jóságos csoportja, olyan hősök, kiknek feladata a matorán népesség megvédése a gonosz erők ellen. Nevük is erre utal, mely durván lefordítva hőst jelent. Hőstetteiket a nyilvánosság előtt végrehajtva nyerik el védenceik bizalmát, szeretetét. Sőt, maga a „Toa” szó is hőst jelent matorán nyelven.
A Toák elemi erőkkel rendelkeznek, amely azt jelenti, hogy mindegyikük képes egy bizonyos elem (tűz, víz, jég, föld, kő, levegő és
fény) fölött uralkodni. Ezeket az energiákat szerszámokon és fegyvereken keresztül vezetik a külvilágba vagy ellenség felé, de képesek kezükön át is kifejteni őket.
Emellett minden Toa visel egy Nagy Kanohi Maszkot is, amelyek különféle erőkkel ruházzák fel a viselőjüket. A Toák tiszteletére emelhetnek Suvákat (szentélyeket), ahol összegyűjtött maszkjaikat tartják. A Toa, ha a Suvája hatótávolságon belül van, képes az arcán lévő maszkot egy, a Suván lévőre cserélni. Ilyenkor a két Kanohi maszk elhalványodik, és teleportációval helyet cserél. Ám maszkjaikat nem muszáj egy szentély biztonságába helyezni, ugyanis képesek egyszerre több maszkot is arcukon hordani és ezeket is akaratuk szerint tudják váltogatni.
Egyben ők a Bionicle termékcsalád legfőbb, kihagyhatatlan elemei.

## Főbb jellemzők
A Toák rendszerint magas lények, átlagos magasságuk 1,6 bio (körülbelül 2,11 méter). Mindegyikük hord Kanohi Maszkot, s fel vannak szerelve Toa szerszámokkal és fegyverekkel, melyeken keresztül elemi erőiket vezetik. Testüket védelmező páncélzat védi. Minden Víz Toa nőnemű, amely a személyiségét illeti – tudniillik, a hím és nő Bionicle lények közt nincs fizikai különbség, legfeljebb a fizikai erejük vagy színük más.
Ők a Nagy Szellem, Mata Nui akaratának nyilvános végrehajtói. Egy időben a Bionicle univerzumban harmincezer Toa élt, ám mára a számuk drasztikusan lecsökkent, s csak ötvenhatan vannak. Nemrég szintén ötvenhatan voltak, de miután Matoro, a Jég Toa Mahrija föláldozta magát, hogy megmentse Mata Nuit, a Nagy Szellemet, létszámuk ötvenöt főre csökkent. Hozzáadva ehhez a számhoz a Hang Toáját, Krakua Toát, újból ötvenhatot kapunk.
A Toák matoránokból jönnek létre, de csak akkor, ha az a sorsuk, s ezáltal Toa energiát hordoznak magukban. Ezt az energiát több módon lehet működésbe hozni. A Toává válásnak eddig megismert módjai:
- Toa Kövek által: egy Toa különleges tárgyakba, Toa Kövekbe helyezi erejének egy részét, hogy ezek a megfelelő pillanatban a kijelölt matoránokba legyenek sugározva. Így tett Lhikan Toa is, hogy életre hívja a hat Metru Toát. Toa Köveket használt Takua is Mata Nui szigetén, hogy a parthoz hívja a Mata Toák elromlott Toa tartályait.
- Maszk által: néhány maszkban elegendő energia van, hogy egy matoránt Toává változtasson. Az Avohkii Kanohi, azaz a Fény Maszkja is ezt tette Takuávál, hogy Takanuva Toává alakítsa őt
- a Vörös Csillag által: mindössze egy olyan esetről tudni, ahol a rejtélyes Vörös Csillag energiái által lett matoránból Toa. Jaller csapatát a Vörös Csillagból kisugárzó villámok változtatták Inika Toává, s nevüket is így kapták („Inika” – „csillagenergia”)

Az egyetlen ismert kivételt a Mata Toák képezik, mivel ők eleve Toákként jöttek a világra. Ha egy Toa beteljesíti sorsát, választania kell, hogy Toa marad, vagy erejét egy jó cél érdekében feláldozva gyöngébb Turagává válik.
Egy lényeges szabályt minden Toának szem előtt kell tartani: tilos ölni. Mégis, már több eset is történt, amikor egyes Toák így cselekedtek. Tahu is ezt tette, amikor egy egész erdőt perzselt föl láng fölötti erejével, amiért lusta vagy makacs volt ahhoz, hogy felmásszon az egyik fán lévő maszkért. A legjelentősebb ölési cselekedet azonban a női Tuyet Toához kötődik. Ő egy áruló volt a Toák közt, s társai félrevezetése és saját maga érdekében ölt meg több matoránt is.

## Toa csapatok és változatok
- Mata Toa – szokás őket eredeti Toának nevezni, mivel ők voltak az első játékként és képregényben megjelenő hősök. Ők voltak Tahu, a Tűz Toája; Gali, a Víz Toája; Kopaka, a Jég Toája; Pohatu, a Kő Toája; Lewa, a Levegő Toája; és Onua, a Föld Toája. A rajongók közt elterjedt még a „Toa Olda” elnevezés is, de ezt egyre ritkábban használják, miután bevezették a „Toa Mata” hivatalos elnevezést.[2]
- Nuva Toa – a Mata Toák továbbfejlesztett változatai, erősebb maszkokkal, és nagyobb hatalommal elemi erejük felett. A valaha volt legerősebb Toák, de nem a legtapasztaltabbak. Artakhától úl páncélzatot kapnak, az úgynevezett „alkalmazkodó vértet”, amely a környezethez képes igazodni. Maszkjaik is áttervezést kapnak, de csakis alakjuk lesz más, képességük nem.
- Takanuva, a Fény és Árnyék Toája – Noha jóban van a Nuva Toával (még matorán korában, Takuaként segített nekik), nem tagja a csapatuknak. Annak ellenére, hogy páncélzata hasonló a Nuva Toák jelenlegi páncélzatához, ő maga nem Nuva Toa, hanem „sima” Toa. Néha a Mata Toák közé sorolják, bár ennek a besorolásnak nincs sok alapja. Ő az első és eddig egyetlen Fény Toa, ám újonc Toaként meglehetősen tapasztalatlan, még gyakorolgatja erőit. Nemrégiben egy árnyékpióca támadt rá, amely a fényt kezdte kiszipolyozni testéből. Szerencsére sikerült eltávolítani róla a lényt, mielőtt az minden fényt kiszívhatott volna, de Takanuva fénye így is megcsappant. Immár félig árnyék erejűvé vált, aminek eredményeképp jobb kezéből fény helyett árnyékot képes kibocsátani. A két ellentétes oldal okozhat személyiségbeli zavargásokat. Takanuva jelenleg egy zsebdimenzóban van, ahová Brutaka sérült Olmak Kanohi maszkjának használatával került.
- Metru Toa – Metru Nui Toa csapata. Tagjai: Vakama, a Tűz Toája; Nokama, a Víz Toája; Matau, a Levegő Toája; Whenua, a Föld Toája; Onewa, a Kő Toája; és Nuju, a Jég Toája. Mára átváltoztak Turagává.
- Toa Hordika – a hat Metru Toa Visorak méregtől mutálódott, félig bestiává változott alakja. Maszkerőkkel nem rendelkeztek, elemi erejüket Rhotuka pörgők révén fejtették ki. A Keetongu nevű intelligens Rahi változtatta őket vissza Metru Toákká. Voltaképp minden Visorak méregtől mutált Toát szokás Toa Hordikának nevezni. A kifejezés jelentése „Toa félszörny”.
- Hagah Toa – ők eredetileg a Makuta Testvériségének dolgoztak, mint testőrök. Ám kénytelenek voltak szembeszegülni a csoporttal, amikor az gonosszá vált. Roodaka átváltoztatta őket Rahagákká, kicsi, állatszerű lényekké. Nemrégiben azonban, mikor patthelyzetbe került, visszaváltoztatta őket eredeti alakjukba. Tagok: Norik, a Tűz Toája; Iruini, a Levegő Toája; Gaaki, a Víz Toája; Kualus, a Jég Toája; Bomonga, a Föld Toája; és Pouks, a Kő Toája.
- Inika Toa – hat matoránból jöttek létre, a titokzatos Vörös Csillag erejétől. Mindegyikük rendelkezett különös képességekkel: elemi erejük kifejtésekor villámok is távoztak belőlük, és ha levették organikus maszkjaikat, fejük vakító fénnyel izzott. Ők voltak: Jaller, a Tűz Toája (korábban Ta-Koro Testőrségének parancsnoka); Hahli, a Víz Toája (korábban Kohlii bajnok és Krónikás); Matoro, a Jég Toája (korábban Nuju Turaga tolmácsa); Hewkii, a Kő Toája (korábban Kohlii bajnok); Kongu, a Levegő Toája (korábban Le-Koro Gukko Madár Haderejének vezére); és Nuparu, a Föld Toája (korábban feltaláló és gépész).
- Mahri Toa – a hat Inika Toa átalakult alakja, akiket az Élet Maszkja változtatott át, amelynek következtében új maszkokra és fegyverekre tettek szert, és vízlélegzőkké váltak.
Egyikük, Matoro, a Jég Toája, óriási hőstettet követett el, amikor az Élet Maszkját arcára helyezve, átalakult energiává, és életet adott az elhunyt Nagy Szellemnek, Mata Nuinak. Még mielőtt ez megtörtént volna, a maszk erejével a többi öt Mahri Toát Metru Nuiba teleportálta, az eredeti városukba, ahol újra levegőlélegzőkké váltak. Ezt követően Matoro előtt lepergett élete, matorán és Toa korszaka, és végül megszűnt létezni. Bár életét vesztette, és ezúttal nincs, mi vissza tudná hozni, a Nagy Szellem feltámasztásával az egész univerzumot megmentette.[3]
- Mangai Toa (Lhikan Toa csapata) – különböző földekről összetoborzott Toa csoport, Metru Nui védelmezői voltak. Nagy részüket a Metru Nui Makutája felbérelte Sötét Vadászok ölték meg. Tizenegy tagból állt a csapatuk, mára egy tag újraéledt, egy tag életben van, kilencen pedig meghaltak. Tagok: Lhikan Toa, a Tűz Toája; Nidhiki, a Levegő Toája (áruló lett, majd felvették a Sötét Vadászok közé; Teridax Makuta megölte); Tuyet Toa, a Víz Toája (áruló lett, egy mellék dimenzióba száműzték, a hasonmását a Verembe száműzték, s a Nagy Kataklizma során ott lelte vesztét); négy Jég Toa; Naho, aki egy másik Víz Toa (az Eliminátor kódnevű Sötét Vadász ölte meg); egy Föld Toa, aki Kakama Kanohit viselt; egy Kő Toa; és egy Növényzet Toa.
- Dume Toa csapata – nem sokat tudni róluk, az egyedüli ismert tag Dume, aki régóta Turaga, és Metru Nui egyik vezetője Vakama Turaga csapatával együtt. Tűz Toa volt.
- Krakua – a Hang Toája. Ezer évvel ezelőtt Vakama Toa látta őt egy látomásában. Azt mondta, hogy a jövőben él, és hat új hősről beszélt neki, s mint az később kiderült, ők az Inika Toák. Krakua most már egy létező személy. Krakua modelljét a Brickmaster Toa Building Contest nyertese alkotta meg.
- Lesovikk Toa csapata: a legelső Toa csapat. Az ismert tagok Lesovikk, a Levegő Toája, és Nikila, az Elektromosság Toája (ez utóbbi nőnemű), aki a Lehetőségek Maszkját viselte. A többi tag fajtája: Tűz Toa, Gravitáció Toa, Hang Toa, Vas Toa, Kő Toa (ők mind hímneműek). Lesovikk az egyetlen életben maradt csapattag, társait egy Zyglak-horda ölte meg.[4]
- Egyéb Toák: az első Toa, Helryx, aki egy Víz Toa volt, és még mindig él. Varian Toa, akit az Árnyékos sztázistartályban tart; egy Gravitáció Toa, akit Lariska ölt meg; egy Plazma Toa, akit Zaktan ölt meg (pontosabban csak kevés maradványát találták meg); Hang Toa, akit a Pirakák öltek meg; ismeretlen Toa, akit Rohamozó ölt meg; ismeretlen Toa, aki azt a földet felügyelte, ahol a Zamor gömböket megalkották; Jovan, egy korábbi Mágnesesség Toa, később Voya Nui Turagája, s ma már nem él; Jovan egy csapattársa, aki használta az Élet Maszkját; Jovan többi csapattagja; a Növények Toája, akit a Fagytelus szörnyek öltek meg annál az erődnél, ahol az ifjú Lhikan szolgált; egy buzogányt hordozó Toa és egy esthajnalcsillagot hordozó Toa, akik ugyanott estek el; a Lhika Toa vezette, több mint háromszáz Toából álló hadsereg, akik a Sötét Vadászok elleni háborúban harcoltak; Barbár egykori csapata, akik súlyosan megsérültek miatta; Forgó egykori csapata, őket okolja Forgó az átalakulásáért; egy ismeretlen Toa csapat, aki a Méreg nevű Sötét Vadász ellen küzdött.
- Átalakult Toák: ismeretlen Föld Toa és Tűz Toa, akiknek egyesüléséből jött létre a Prototípus nevű Sötét Vadász; Barbár, aki egy Sötét Vadászként szolgáló Toa Hordika; Forgó, korábban a Levegő Toája, ma Sötét Vadász.

Különös eset az Ignika Toa. Az Élet Maszkja, az Ignika Kanohi egy saját, Toa alakú testet alkotott magának, mivel kíváncsi volt a Toa életre. Viszont ő mégsem tekinthető valódi Toának. Noha a nevében benne van a „Toa” szó, és kinézetre is Toának látszik, mindent összevéve csupán egy testtel rendelkező maszknak mondható. Ha a maszkot leveszik a testéről, akkor a test megsemmisül.

## Toa Császárság
A Bionicle univerzumból számos úgynevezett zsebdimenzió ágazik el. Ezekben az események gyakorta másként történnek, mint a fő univerzumban. Az eddig megismert egyetlen zsebdimenzióban, amellyel a Dark Mirror ("Sötét tükör") című web-sorozatban ismerkedtünk meg, a Toák valóságos diktatúrát hoztak létre. Ez a világ akkor kezdett elkülönülni a fő univerzumtól, amikor a hatalomra törő Tuyet Toa Nidhiki segítségével megölte Lhikan Toát. A Nui kőben összegyűlt hatalom jóvoltából Tuyet a Toák vezérévé vált, és mind a Makuta Testvériségét, mind pedig a Sötét Vadászok szervezetét elnyomták, valamint végeztek a Ninrah szellemekkel, azzal a céllal, nehogy olyan fegyvert készítsenek, ami véget vet Tuyet uralmának. A Toa Császárság tagjai könyörtelenül ráerőszakolják másokra a rendet, ami miatt sokan rettegnek tőlük. Ebben a zsebdimenzióban furcsa mód a gonosz Makuták és Sötét Vadászok váltak az igazság harcosaivá. De nehogy azt higgyük, hogy jóságosok, épp ellenkezőleg: mindössze fel akarják magukat szabadítani a Toa elnyomása alól. A Toák sem mondhatók gonosznak, ők csak a dolgukat végzik, csakhogy épp erkölcsök, tisztelet, igazságosság és kegyelem nélkül. Tekintélyt parancsoló megjelenésük inkább rettegést okoz már másokban.
Ebben a mellékuniverzumban a Mata Toák eredeti formájukban aktívak, és Metru Nuiban tevékenykednek. Az Onu-Metru-béli Archívumban kiállítási tárgyak helyett fegyvereket és harcászati trófeákat tárolnak, valamint ide zárták be Metru Nui egykori igazságos uralkodóját, Dume Turagát is.
Azonban nem minden Toa erkölcstelen. Lesovikk és Pohatu vezetésével egy ellenállás alakult, ahova Takanuva is belépett. Az ellenállás tagjai: Nuju, Akhmou, három Sötét Vadász: Őrködő, Sötétség és Eredeti, Krakua, a Hang Toája és Kodan, az első Krónikás. A tagok nagy része meghalt a Kolosszeumnál vívott csatában.